# خديجة بنت الإمام عبد السلام سحنون

## اسمها
خديجة بنت الإمام عبد السلام سحنون–بفتح السين المهملة وضمها مع سكون الحاء وضم النون– بن سعيد التنّوخي.

## مكانتها العلمية
قال عنها الإمام القاضي عياض في كتابه ترتيب المدارك وتقريب المسالك لمعرفة أعلام مذهب مالك: "كانت خديجة عاقلة عالمة ذات صيانة ودين، وكان نساء زمانها يستفتينها في مسائل الدين ويقتدين بها في معضلات الأمور»